# Glypta varipes
Glypta varipes är en stekelart som beskrevs av Cresson 1865. Glypta varipes ingår i släktet Glypta och familjen brokparasitsteklar. Inga underarter finns listade i Catalogue of Life.